# Podogymnura aureospinula
Il gimnuro di Dinagat (Podogymnura aureospinula  Heaney & Morgan, 1982) è un insettivoro della famiglia degli Erinaceidi endemico delle Filippine.

## Descrizione

### Dimensioni
Insettivoro di piccole dimensioni, con la lunghezza della testa e del corpo tra 190 e 211 mm, la lunghezza della coda tra 59 e 73 mm, la lunghezza del piede tra 39 e 42 mm e la lunghezza delle orecchie tra 22 e 26 mm.

### Aspetto
La pelliccia dorsale è composta da un corto sotto-pelliccia grigio, da lunghe setole spinose nere con la punta giallo-dorata e da peli nerastri spinosi, più densi sul dorso e mancanti lungo i fianchi. Le parti ventrali sono più soffici e grigio-brunastre, la gola è più scura. Il muso è lungo, appuntito e ricoperto di densi peli spinosi, il naso è privo di peli, bilobato e con le narici che si aprono lateralmente. Le labbra sono ricoperte di piccoli peli bianchi o marroni chiari. Le vibrisse sono lunghe, scure e con l'estremità molto chiara. Le orecchie sono relativamente grandi, ricoperte di piccolissimi peli biancastri. Il dorso delle zampe è ricoperto di corti peli bianchi o marroni chiari, mentre le piante sono prive di peli. La coda è più corta della testa e del corpo ed appare cosparsa di pochi peli, particolarmente alla base dorsale. Le femmine hanno un paio di mammelle pettorali ed uno inguinale.

## Biologia

### Alimentazione
Si nutre probabilmente di lombrichi ed insetti catturati al suolo.

## Distribuzione e habitat
Questa specie è conosciuta soltanto sulle isole di Dinagat, Bucas Grande e Siargao nelle Filippine sud-orientali.
Vive nelle foreste pluviali mature e secondarie. Tollera moderatamente le modifiche ambientali, frequentando i margini delle fattorie ma sempre in prossimità di foreste e mai in aree totalmente occupate dall'uomo.

## Conservazione
La IUCN Red List, considerato l'areale limitato e il continuo declino del proprio habitat a causa della deforestazione, classifica P.aureospinula come specie in pericolo (EN).
La Società Zoologica di Londra, in base ad alcuni criteri evolutivi e demografici, la considera una delle 100 specie di mammiferi a maggior rischio di estinzione.